# يو إف سي ليلة القتال: روكهولد ضد بيسبنغ
يو إف سي ليلة القتال: روكهولد ضد بيسبنغ (بالإنجليزية: UFC Fight Night: Rockhold vs. Bisping)‏ هو حدث لفنون القتال المختلطة نظمته يو إف سي، أُقيم في 8 نوفمبر 2014، على سيدني سوبر دوم في سيدني، أستراليا.